# Dorfkirche Großlohma

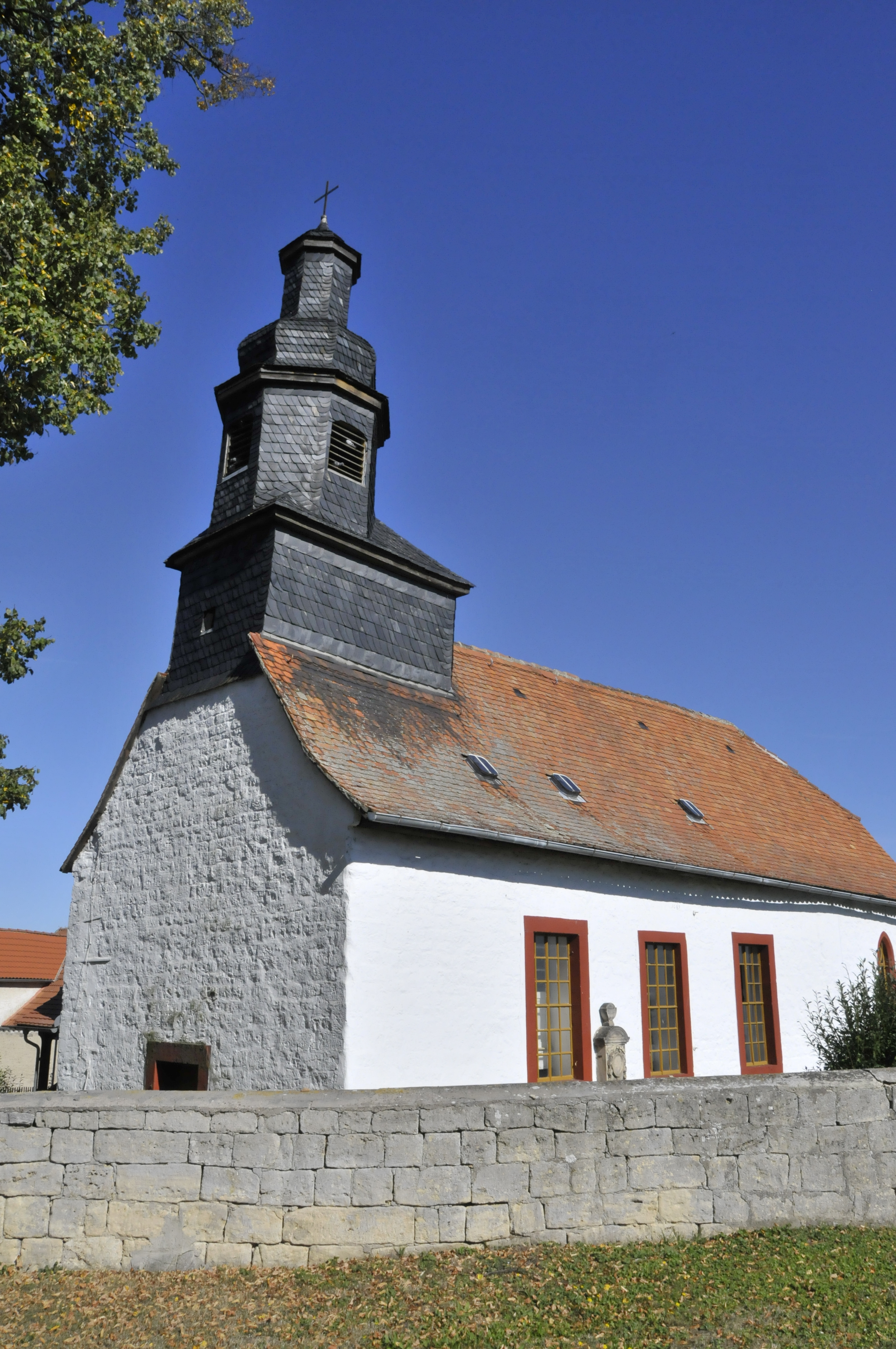
Die Kirche

Die evangelische Dorfkirche Großlohma im Ortsteil Großlohma der Stadt Blankenhain im Landkreis Weimarer Land in Thüringen befindet sich im südlichen Teil des Dorfs. Sie ist von einem ummauerten Friedhof umgeben.

## Allgemeines
An der Südseite des schlichten Rechteckbaus mit westlichem Dachreiter befindet sich ein barocker Grabstein. Weihesteine außen an der Wand und eine kleine rundbogige Sakramentsnische innen lassen noch die romanische Anlage erkennen. Eine spitzbogige Nische und ein gotisches Fenster im Ostteil des späteren Erweiterungsbaus lassen auch Bauphasen dieser Epoche erkennen.
Die Inschrift mit der Jahreszahl 1689 verweist auf die – vermutlich barocke – Erneuerung nach dem Dreißigjährigen Krieg. Die Kirche erhielt den Dachreiter, die Holztonne, die großen Rechteckfenster und die Emporen.
Die Malereien an den Brüstungsfeldern stellen in einer naiv-bäuerlichen Manier Teile der biblischen Geschichte dar.
Der Kanzelaltar von 1724 ist mit Bildern Jesu und der vier Evangelisten versehen. Die Verzierungen zeigen Früchte, Ranken, und Engelsköpfe; den oberen Abschluss bildet die Figur des Christus triumphator.
Die kleine Orgel von Christian August Gerhard mit Registerwerk und Chortonstimmung stammt aus dem Jahr 1800.